# Drusus botosaneanui
Drusus botosaneanui är en nattsländeart som beskrevs av Kumanski 1968. Drusus botosaneanui ingår i släktet Drusus och familjen husmasknattsländor. Inga underarter finns listade i Catalogue of Life.